# Келина, Софья Григорьевна
Софья Григорьевна Келина (29 декабря 1928, Москва — 21 июня 2013) — советский и российский юрист, специалист по уголовному праву и процессу; выпускница Московского юридического института (1950); доктор юридических наук с диссертацией о теоретических проблемах освобождения от уголовной ответственности (1976); главный научный сотрудник сектора уголовного права и криминологии Института государства и права АН СССР/РАН; профессор Высшей школы МВД СССР и Высшей школе КГБ СССР, а также — ВЮЗИ; автор статей в «Юридической энциклопедии» (2001).

## Работы
Софья Келина является автором и соавтором нескольких десятков научных публикаций, включая несколько монографий; она специализируется, в основном, на теоретических проблемах советского и российского уголовного права и процесса:
- Основные вопросы уголовного права Венгерской Народной Республики. — М.: Госюриздат, 1960. — 192 с.
- «Теоретические вопросы освобождения от уголовной ответственности» (М., 1974);
- Суд и применение закона : Сборник статей / АН СССР, Ин-т государства и права; Редкол.: С. Г. Келина и др. — М. : ИГП, 1982. — 171 с.
- «Принципы советского уголовного права» (М., 1988) (в соавт.);
- «Уголовное право: новые идеи» (М., 1994) (соавт. и ред.).